# Фомина, Серафима Алексеевна
Серафима Алексеевна Фомина́ (1913—1997) — советская актриса.

## Биография
Актриса Саратовского ТЮЗа (1943—1959). Травести.

## Театральные работы
- 1943 — «Доходное место» А. Н. Островского — Полина Кукушкина
- 1944 —"Похождения храброго Кикилы" Г. Д. Нахуцришвили и Б. А. Гамрекели — Вахушта
- 1946 — «Старые друзья» Л. А. Малюгина — Сима; «Снежная королева» Е. Л. Шварца — Герда; «Сын полка» по В. П. Катаеву — Ваня Солнцев; «Двенадцать месяцев» С. Я. Маршака — Королева
- 1947 — «Молодая гвардия» по А. А. Фадееву (инсценировка Н. П. Охлопкова) — Радик Юркин; «Тимур и его команда» по А. П. Гайдару — Коля Колокольчиков; «Особое задание» С. В. Михалкова — Женя Хват; «В начале мая» В. А. Любимовой — Лиза
- 1948 — «Снежок» В. А. Любимовой — Анжела Бидл; «Аленький цветочек» по С. Т. Аксакову — Кикимора
- 1949 — «Воробьевы горы» А. Д. Симукова — Колька; «Сказка о царе Салтане» А. С. Пушкина — Гвидончик; «Я хочу домой» С. В. Михалкова — Саша Бутузов
- 1950 — «Нищий и Принц» М. Твена — принц Эдуард; «Ее друзья» В. С. Розова — Римма Третьякова; «Свои люди — сочтёмся» А. Н. Островского — Аграфена Кондратьевна; «Золотое сердце» А. Н. Матвеенко — Зеркальце; «Летчики не умирают» И. В. Штока — Витя, сын Гастелло
- 1951 — «Алёша Пешков» О. Д. Форш и И. А. Груздева — Алёша Пешков; «Звезда мира» Ц. С. Солодаря — Жан
- 1952 — «Красный галстук» С. В. Михалкова — Шура Бадейкин; «Ревизор» Н. В. Гоголя — Мишка, слуга городничего
- 1953 — «Волынщик из Стракониц» И. К. Тыла — Минога; «Два друга» Н. Н. Носова — Костя Шишкин
- 1954 — «Дом № 5» И. В. Штока — Ганя Сёмушкин; «Два клёна» Е. Л. Шварца — Иванушка; «Не называя фамилий» В. П. Минко — Жанек (Ванько)
- 1955 — «Истребители белых пятен» Р. Б. Ренца — Филя; «Пахарева дочка» И. В. Карнауховой — старуха
- 1956 — «Горя бояться — счастья не видать» С. Я. Маршака — Горе-злосчастье; «Домби и сын» Ч. Диккенса — мисс Токс
- 1957 — «Юность отцов» Б. Л. Горбатова — мадам Обломок, Евдокия Петровна, экономка купчихи Раскоповой
- 1959 — «Трехминутный разговор» В. И. Левидовой — юрисконсульт Александра Павловна
- «Бедность не порок» А. Н. Островского — Егорушка

## Награды и премии
- заслуженная артистка РСФСР (1954)
- Сталинская премия третьей степени (1952) — за спектакль «Алёша Пешков» И. А. Груздева и О. Д. Форш, поставленный на сцене СТЮЗ имени Ленинского комсомола